# Jay Barrs
Jay Leonard Barrs (Jacksonville, 17 de julio de 1962) es un deportista estadounidense que compitió en tiro con arco, en la modalidad de arco recurvo.
Participó en dos Juegos Olímpicos de Verano, obteniendo dos medallas en Seúl 1988, oro en la prueba individual y plata por equipo (junto con Richard McKinney y Darrell Pace), y el quinto lugar en Barcelona 1992 (individual).
Ganó cuatro medallas en el Campeonato Mundial de Tiro con Arco al Aire Libre entre los años 1987 y 1999, y una medalla de plata en el Campeonato Mundial de Tiro con Arco en Sala de 1991.
Además, consiguió dos medallas en los Juegos Mundiales, en los años 1989 y 2001.

## Palmarés internacional
| Juegos Olímpicos                 | Juegos Olímpicos     | Juegos Olímpicos  | Juegos Olímpicos |
| Año                              | Lugar                | Medalla           | Prueba           |
| -------------------------------- | -------------------- | ----------------- | ---------------- |
| 1988                             | Seúl (Corea del Sur) | Medalla de oro    | Individual       |
| 1988                             | Seúl (Corea del Sur) | Medalla de plata  | Equipo           |
| Campeonato Mundial al Aire Libre |                      |                   |                  |
| Año                              | Lugar                | Medalla           | Prueba           |
| 1987                             | Adelaida (Australia) | Medalla de plata  | Equipo           |
| 1987                             | Adelaida (Australia) | Medalla de bronce | Individual       |
| 1989                             | Lausana (Suiza)      | Medalla de plata  | Equipo           |
| 1999                             | Riom (Francia)       | Medalla de bronce | Equipo           |
| Campeonato Mundial en Sala       |                      |                   |                  |
| Año                              | Lugar                | Medalla           | Prueba           |
| 1991                             | Oulu (Finlandia)     | Medalla de plata  | Individual       |